# Dumpster diving

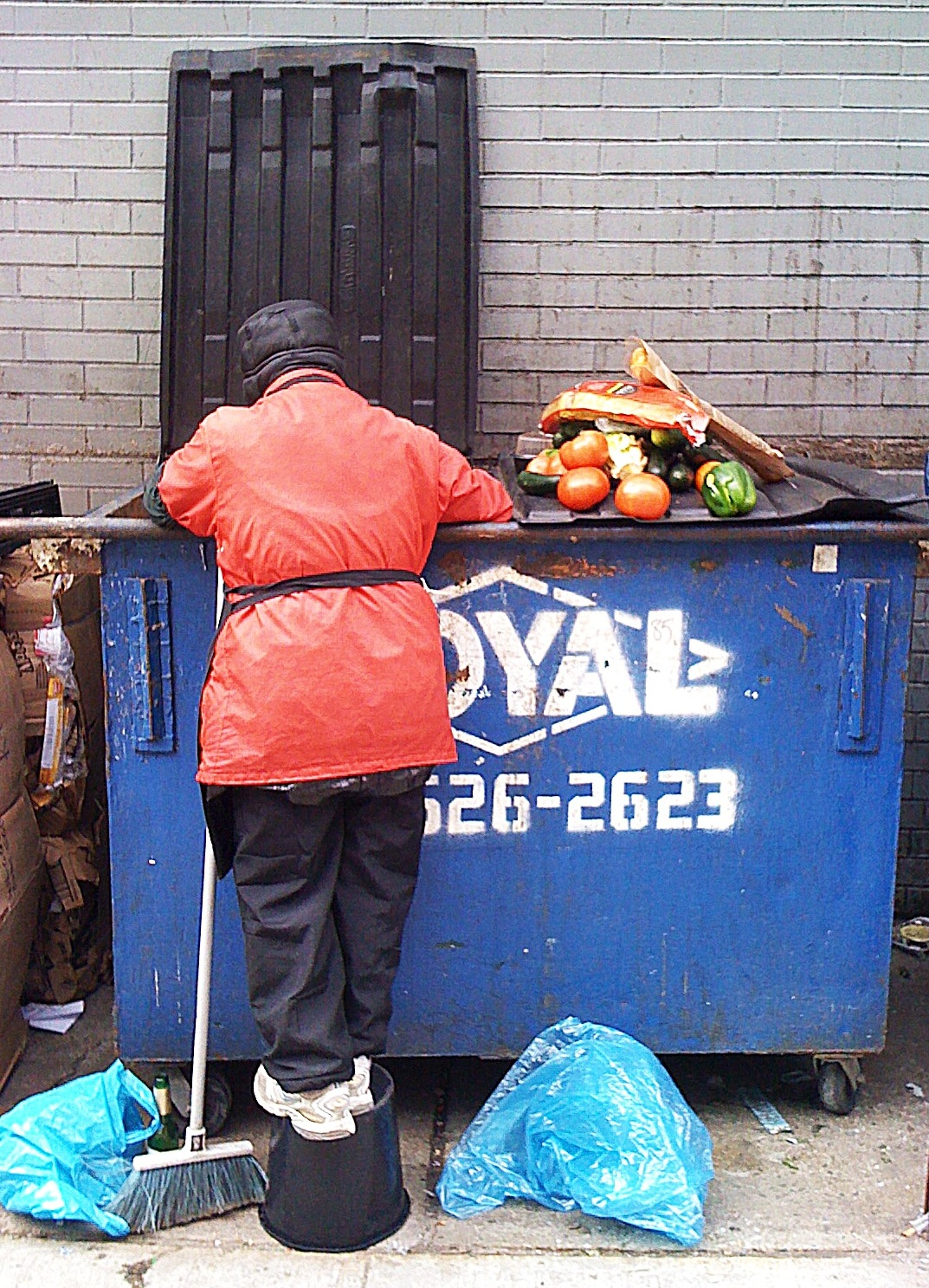
Dumpster diving

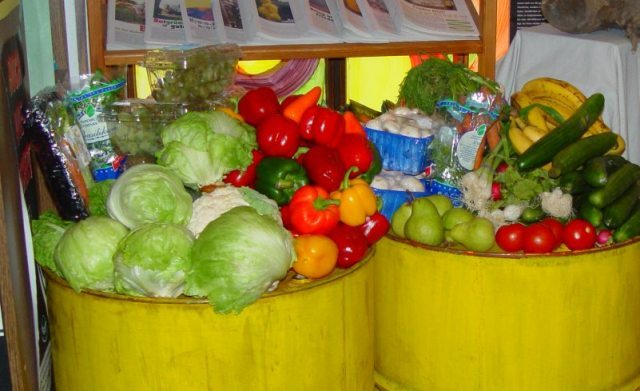
Groenten uit vuilcontainers

Dumpster diving (Amerikaans) of Skipping (Brits) zijn Engelse benamingen voor het rondsnuffelen in vuilnis – vaak gevonden in vuilnisbakken dan wel vuilniscontainers – op zoek naar bruikbare zaken die door anderen zijn weggegooid. In Nederland wordt iemand die zich hier mee bezighoudt een morgenster genoemd, omdat dumpster diving vaak 's ochtends plaatsvindt in het tijdvak tussen het aanbieden en ophalen van het afval.

## Kenmerken en motieven
Men kan op zoek zijn naar alle mogelijke zaken zoals voedsel, huisraad en kleding. Flessen en blikjes kunnen worden gezocht om ze in te wisselen voor statiegeld. Metaal kan worden verzameld voor verkoop aan schroothandelaren. 
De motieven van dumpster of skippers kunnen zeer divers zijn: pure economische noodzaak, een vorm van consuminderen en als reactie tegen het weggooien van vaak nog prima eetbaar voedsel (terwijl er ook voedselgebrek voorkomt). Ook zijn sommigen gewoon nieuwsgierig naar wat er allemaal wordt weggegooid. In sommige gevallen wordt dumpster diving zelfs gebruikt bij sociologisch onderzoek: het aangetroffen materiaal wordt gebruikt bij het traceren van patronen in consumentengedrag.
Het is tevens een belangrijk onderdeel van freeganisme, een levensstijl van mensen die zich tegen de verspilling in de consumptiemaatschappij keren.
Dumpster diving wordt op zijn minst door omstanders een curieuze activiteit gevonden. Om deze reden is het gebruikelijk dat het door twee of meer personen tegelijk gebeurt, waarbij er een "op de uitkijk staat".

## Juridisch
Dumpster diving bevindt zich civielrechtelijk in een schemergebied. Meestal wordt aangenomen dat deze vorm van afvalinzameling toegestaan is: de eigenaren hebben immers afstand van gedaan van de zaken in de vuilnisbak (res nullius). Men kan echter ook de stelling verdedigen dat de betreffende zaken nog steeds het eigendom van de oorspronkelijke eigenaar zijn, tot en met het ophalen van het vuilnis: het afvalverwerkingsbedrijf wordt dan houder voor de eigenaar, met de opdracht voor hergebruik of vernietiging zorg te dragen. Tevens kunnen vuilniscontainers en dergelijke zich op privéterrein bevinden, waarvan het betreden door derden niet is toegestaan. 
Bestuursrechtelijk is de vraag of dumpster diving is toegestaan, afhankelijk van de vraag of dit door de (lokale) overheid wel of niet verboden is. In Nederland is dit in veel gemeenten verboden, tenzij men over een vergunning (bekend als "Morgenstervergunning") beschikt. Een dergelijke bepaling is opgenomen in de model-APV van de Vereniging van Nederlandse Gemeenten (VNG), welke bepaling door veel gemeenten is overgenomen.
In Nederland wordt  res nullius en/of res derelicta weleens aangevoerd bij juridische kwesties.

## Andere vormen
Een bijzondere vorm van dumpster diving bestaat hieruit dat men op zoek gaat naar informatie, in de vorm van documenten, diskettes, en dergelijke. Ook harde schijven van weggegooide computers kunnen nog leesbare informatie bevatten. De gevonden informatie kan voor criminele doeleinden gebruikt worden. Het verzamelen van dergelijke gevoelige informatie is vrijwel altijd illegaal. Ondernemingen en instellingen hebben meestal maatregelen genomen om deze activiteit te bestrijden. Papieren documenten worden meestal vernietigd met een versnipperaar, en elektronische gegevensdragers (DVDs, diskettes, USB-sticks en harde schijven) kunnen worden vernietigd door gespecialiseerde bedrijven. 
Ook kunnen journalisten soms aan dumpster diving doen om informatie te bekomen. Een geruchtmakende zaak was de affaire-Joost Tonino. Deze officier van justitie had zijn privécomputer op straat had neergezet, vanwege een computervirus. Nadat een taxichauffeur deze had opgepikt en deze computer had ingeleverd bij Peter R. de Vries bleken hierop vertrouwelijke gegevens en kinderporno te staan. Tonino zag zich door de negatieve publiciteit gedwongen ontslag te nemen bij het OM. De zaak leidde bovendien tot beschuldiging van klassenjustitie omdat Tonino uiteindelijk niet vervolgd werd voor de kinderporno, dit in contrast met de zero tolerance policy die het OM gewoonlijk toepast.
Een legale vorm van dumpster diving vindt plaats door opsporingsambtenaren, die vuilnis doorzoeken voor aanwijzingen omtrent de identiteit van bewoners van een door hen geobserveerd perceel. Ook wordt op deze wijze weleens de identiteit achterhaald van personen die hun vuilnis in strijd met de gemeentelijke APV (verkeerde tijd of plaats) dumpen.